# Kościół Świętych Cyryla i Metodego w Katowicach
Kościół Świętych Cyryla i Metodego w Katowicach – rzymskokatolicki kościół parafialny pod wezwaniem świętych Cyryla i Metodego przy ul. F. Bocheńskiego w katowickiej dzielnicy Załęska Hałda-Brynów.

## Historia
Do 1936 roku wierni z terenu Załęskiej Hałdy uczęszczali do kościoła w Załężu. Od 1936 roku na niedzielne nabożeństwa do wynajętej sali, tzw. Gintrówki, od nazwiska właściciela Guentera, zaczęli dojeżdżać księża z parafii na Załężu. Obecny kościół powstał po adaptacji budynku cegielni. Poświęcił go bp Stanisław Adamski 11 września 1945 roku. Na prace budowlane mieli wpływ księża: Marian Gazek oraz Zygmunt Bauer, administratorzy parafii w latach 1945–1959. Świątynię rozbudowano w latach 1956–1984. Obrazy świętych patronów namalował artysta malarz Józef Kołodziejczyk (1930-1997).

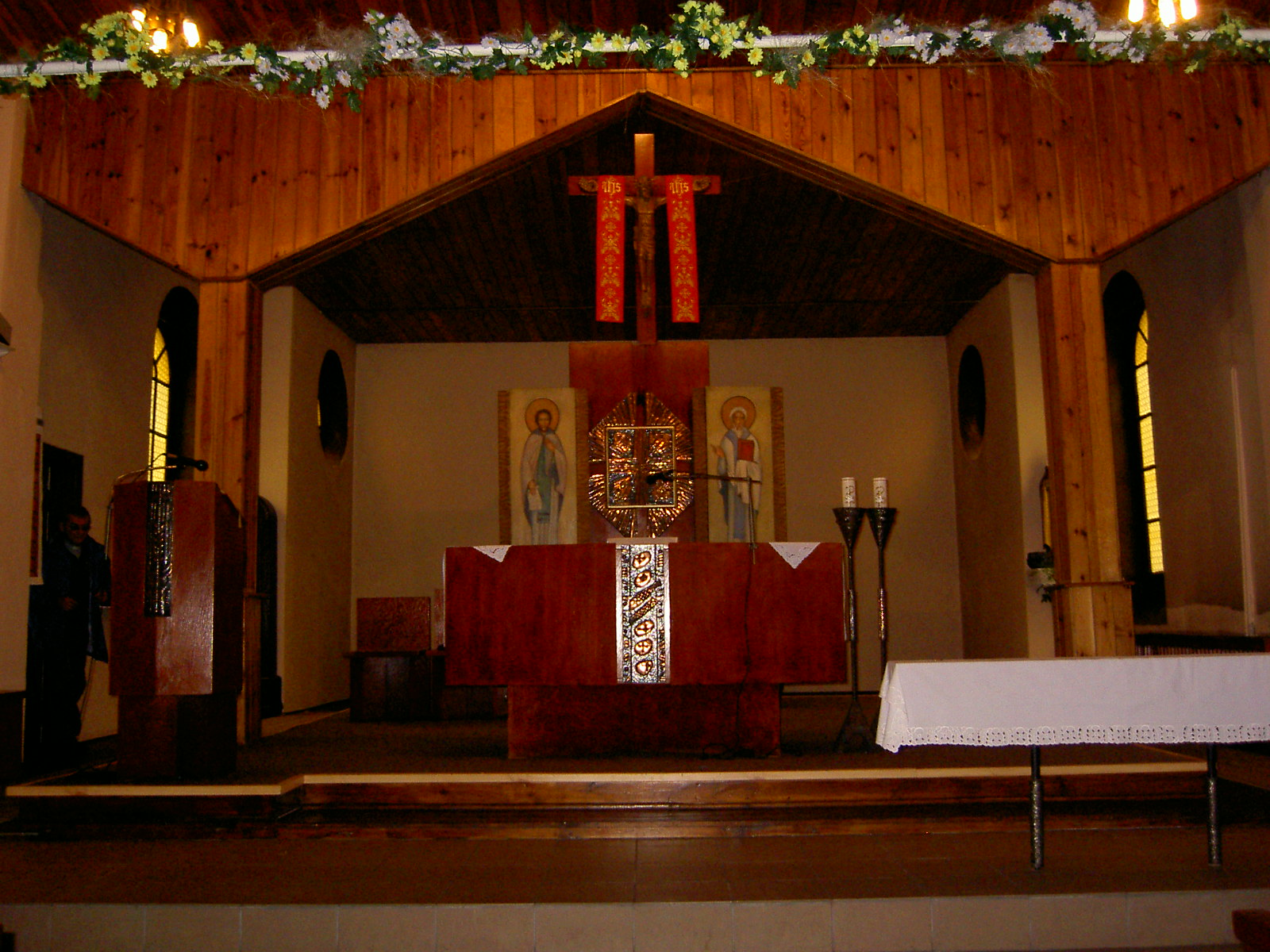
Wnętrze kościoła